# Introducing Johnny Griffin
Introducing è il primo album inciso da Johnny Griffin per la Blue Note, ma non il primo da leader (nel 1953 Griffin è a capo di una big band). Introducing lo pone però all'attenzione del pubblico. Definito all'epoca dell'incisione come "il più veloce dei sassofonisti", in realtà qui dimostra di essere anche un magistrale interprete di ballate e di aver un'energica vena improvvisativa. Il quartetto con una ritmica d'eccezione vede uniti il pianista Wynton Kelly, il bassista Curly Russell (già con Art Blakey) ed il batterista Max Roach. Nella versione originale non compaiono due tracce (Cherokee e The Way You Look Tonight) registrate in quella sessione, che verranno reinserite in CD in un'altra uscita.

## Tracce
1. Mil Dew (Johnny Griffin)
2. Chicago Calling (Johnny Griffin)
3. These Foolish Things (Marvel - Strachey)
4. The Boy Next Door (G. Green)
5. Nice and Easy (Johnny Griffin)
6. It's All Right With Me (Cole Porter)
7. Lover Man (Davis)

## Formazione
- Johnny Griffin - sax tenore
- Wynton Kelly - pianoforte
- Curly Russell - contrabbasso
- Max Roach - batteria